# Dracophilus
Dracophilus é um género botânico pertencente à família Aizoaceae.